# Nicolás Romero (calciatore)
Fernando Nicolás Romero (Chumbicha, 28 novembre 2003) è un calciatore argentino, difensore del Minnesota Utd.

## Caratteristiche tecniche
Gioca come difensore centrale.

## Carriera
Romero è cresciuto nel settore giovanile del Belgrano ed ha debuttato in prima squadra il 3 maggio 2021 nell'incontro di Primera División vinto 1-0 contro l'Independiente. La settimana successiva ha giocato per la prima volta da titolare contro il Defensa y Justicia ed ha firmato il suo primo contratto professionistico con il club bianco-azzurro.
Ha segnato il suo primo gol in carriera il 9 aprile 2023 contro il San Lorenzo.

## Statistiche

### Presenze e reti nei club
Statistiche aggiornate al 2 aprile 2024.
| Stagione        | Squadra         | Campionato      | Campionato | Campionato | Coppe nazionali | Coppe nazionali | Coppe nazionali | Coppe continentali | Coppe continentali | Coppe continentali | Altre coppe | Altre coppe | Altre coppe | Totale | Totale | Totale |
| Stagione        | Squadra         | Comp            | Pres       | Reti       | Comp            | Pres            | Reti            | Comp               | Pres               | Reti               | Comp        | Pres        | Reti        | Pres   | Reti   |        |
| --------------- | --------------- | --------------- | ---------- | ---------- | --------------- | --------------- | --------------- | ------------------ | ------------------ | ------------------ | ----------- | ----------- | ----------- | ------ | ------ | ------ |
| 2021            | Atl. Tucumán    | PD              | 1          | 0          | CA+CdL          | 0+2             | 0               |                    | -                  | -                  |             | -           | -           | 3      | 0      |        |
| 2022            | Atl. Tucumán    | PD              | 1          | 0          | CA+CdL          | 0               | 0               |                    | -                  | -                  |             | -           | -           | 1      | 0      |        |
| 2023.           | Atl. Tucumán    | PD              | 22         | 1          | CA+CdL          | 0+14            | 0+1             |                    | -                  | -                  |             | -           | -           | 36     | 2      |        |
| 2024            | Atl. Tucumán    | PD              | 0          | 0          | CA+CdL          | 1+9             | 0               |                    | -                  | -                  |             | -           | -           | 10     | 0      |        |
| Totale carriera | Totale carriera | Totale carriera | 24         | 1          |                 | 26              | 1               |                    | -                  | -                  |             | -           | -           | 50     | 2      |        |